# Кирпичи (Воронежская область)
Кирпичи — хутор в Подгоренском районе Воронежской области.
Входит в состав Белогорьевского сельского поселения.

## География
Расположен по дороге между селом Белогорье и Воскресенским Белогорским мужским монастырём (в 2 километрах от Белогорья).

## Население
| 2010 |
| ---- |
| 35   |

В селе живёт братия Воскресенского Белогорского мужского монастыря.

## История
Во время Великой Отечественной войны здесь находились немецкие батареи. Немцы уничтожили все дома, которые здесь находились, поэтому хутор отстроен заново в 1945 году.